# Hypolestes trinitatis
Hypolestes trinitatis é uma espécie de libelinha da família Megapodagrionidae e endêmica de Cuba.
Os seus habitats naturais são: florestas subtropicais ou tropicais húmidas de baixa altitude e rios. Foi apontada como sendo ameaçada por perda de habitat.